# Cistícola del Tana
La cistícola del Tana (Cisticola restrictus) és una espècie d'ocell passeriforme de la família Cisticolidae endèmica de la conca baixa del riu Tana.

## Hàbitat i distribució
S'ha trobat únicament a la conca del riu Tana, a l'est de Kenya, i s'especula que també es podria trobar a Somàlia. L'hàbitat natural són les sabanes i zones de matoll.